# Петров, Божо
Бо́жо Пе́тров (хорв. Božo Petrov; род. 16 октября 1979,  Меткович) — хорватский психиатр и политический деятель. Основатель и председатель партии «Мост независимых списков» с 2012 года.  Председатель Ховатского сабора (2016—2017), заместитель председателя правительства (2016), мэр Метковича (2013—2016). 
Петров покинул пост спикера парламента 4 мая 2017 года на фоне правительственного и парламентского кризиса. Пробыв на этом посту чуть более шести месяцев, Петров стал самым краткосрочным спикером парламента с 1991 года.

## Молодые годы и семья
Родился в Метковиче в семье слесаря и бухгалтера. У него есть старшая сестра и два младших брата. Учился в начальной школе своего родного города и средней школе (классической христианской гимназии) города Синь. В возрасте 14 лет он решил вступить во францисканский орден, но, в итоге, передумал. Окончив медицинский факультет Мостарского университета в соседней Боснии и Герцеговине, специализировался по психиатрии в психиатрической больнице Врапче в Загребе, после чего работал психиатром в университетской клинической больнице города Мостар.
Петров женат на учительнице начальных классов, от которой у него трое сыновей.

## Политическая карьера
Петров начал политическую карьеру как независимый кандидат на парламентских выборах 2011 года по списку консервативной партии «Хорватский рост» (Hrast). В конечном итоге он прекратил сотрудничество с Hrast, потому что «они предали своих членов и встали на сторону ХДС», что он не одобрял.
17 ноября 2012 года Петров с другими местными политиками и активистами основал «Мост независимых списков» (Most) в качестве регионалистской политической платформы, став первым её председателем. 
«Мост» выдвинул Петрова кандидатом в мэры Метковича на хорватских местных выборах, состоявшихся 19 мая 2013 года. Его главным конкурентом был тогдашний мэр Стипе Габрич (известный по прозвищу «Ямбо») из ХКП, который являлся городским головой на протяжении 16 лет и считается самым долговечным политиком в Хорватии. В первом туре Петров получил наибольшее количество голосов — 4 263 или 45,78%. Габричу удалось собрать 2828 голосов или 30,37%. 
Во втором туре Петров набрал 6198 голосов или 67,94%, тогда как Габрич получил 2830 или 31,02% голосов. Его «Мост независимых списков» на выборах стал ведущей партией в Метковиче, получив 4197 или 46,25% голосов. Тем самым партия Петрова получила девять мест, в то время как крупнейшпая оппозиционная партия ХКП получила пять, а ХДС — три. На выборах в скупщину Дубровницко-Неретванского округа «Мост» набрал 5789 голосов или 9,97% и провёл 4 депутата из 41, что сделало его третьей партией в этой жупании. 
В должности мэра своего родного города Петров сократил до минимума заработную плату как свою, так и депутатов городского совета. Получив от предшественника долг города в размере 17 600 000 кун, он сумел за семь месяцев уменьшить его на 6 400 000 кун или на 36%. Его заместители работали на общественных началах, тогда как жалованье членов городского совета составляло символически 1 куну. Петров отменил также компенсацию членам наблюдательных советов и правлений, представительские расходы, то есть затраты на культурно-развлекательные мероприятия снизились в десять раз, а командировочные и другие транспортные расходы — в восемь. Он также разорвал несколько дорогостоящих договоров на выполнение госзаказа и ввёл прозрачность в расходах бюджетных средств. Его работа по оздоровлению городского бюджета принесла ему славу лучшего мэра в регионе. Уменьшив вполовину долг города, он увеличил зарплату городской администрации, но она осталась на 30% ниже, чем была при его вступлении в должность мэра. 

### Парламентские выборы 2015 года
На парламентских выборах 2015 года возглавляемая Петровым партия стала общенациональной, и к ней присоединились независимые местные политики из других частей страны. Партия выступала за фискальную ответственность, сокращение государственных расходов и государственного долга, снижение налогов, реформы в государственном секторе и сокращение административного деления в Хорватии.
Партия Петрова стала сюрпризом выборов, получив 13,17% голосов и 19 мест в парламенте Хорватии. Партия сыграла решающую роль в формировании нового правительства и начала переговоры с правящей левоцентристской коалицией «Хорватия растёт,» в центре которой находится Социал-демократическая партия (СДП), и оппозиционной правоцентристской «Патриотической коалицией», в центре которой находится Хорватское демократическое содружество (ХДС). Члены партии заявили, что они не присоединятся ни к одной из двух коалиций при формировании нового правительства, если не будет принята их программа реформ. После более чем 40 дней переговоров и многочисленных поворотов «Мост» решил поддержать правительство во главе с ХДС, предоставив им незначительное большинство в 78 мест. Они выдвинули хорватско-канадского бизнесмена Тихомира Орешковича на пост следующего премьер-министра.

### Заместитель премьер-министра (2016)
Новое правительство было утверждено Собором 22 января 2016 года. Петров был назначен вице-премьером. Вместе с Петровым шесть министров в правительстве были выдвинуты партией «Мост». 
В феврале партия «Мост» подготовила поправки для сокращения льгот членов парламента, но законопроект был остановлен и не дошел до голосования в Саборе. Партия обвинила ХДС и СДП в блокировании законопроекта. 
В марте Петров и его партия объявили о поправках к закону, регулирующему права бывших президентов Хорватии, которые упраздняют должность бывшего президента. Этот шаг аннулировал права бывшего президента Степана Месича , который раскритиковал этот шаг, и сэкономил около 600 000 кун для государственного бюджета. В том же месяце Петров начал переговоры с представителями профсоюза о 6-процентном повышении заработной платы для бюджетников, поскольку ВВП рос более чем на 2% в течение двух кварталов подряд. Соглашение о повышении заработной платы было подписано в 2009 году правительством Иво Санадера с профсоюзами. Правительство не запланировало средства на повышение зарплаты в бюджете на 2016 год и хотело договориться о новых условиях контракта, так как денег на его выполнение не было. 
Отношения между «Мостом» и «Патриотической коалицией» долгое время были натянутыми и продолжали ухудшаться в мае. Члены ХДС заговорили о перестановках в правительстве. После того, как выяснилось, что жена Томислава Карамарко имела дела с консультантом венгерской нефтяной компании MOL, Петров и его партия призвали Карамарко уйти в отставку в связи с политической ответственностью. СДП инициировала вотум недоверия на Соборе, который поддержали министры и депутаты от партии «Мост». После того, как Карамарко отказался уйти в отставку, Петров заявил, что он и министры от его партии готовы уйти в отставку, если Карамарко останется в правительстве, добавив, что «частное лицо никогда не должно быть выше государства». 3 июня в попытке найти компромиссное решение премьер-министр Тихомир Орешкович призвал Петрова и Карамарко уйти в отставку ради стабильности в стране. Орешкович сказал, что их отношения стали бременем для правительства. Петров ответил, что готов уйти в отставку, если это поможет стабилизировать ситуацию в стране, а Карамарко отказался уйти в отставку и подчеркнул, что Орешкович больше не пользуется поддержкой ХДС. Вотум недоверия премьер-министру был инициирован ХДС. Партия Петрова продолжала поддерживать Орешковича и потребовала отставки Карамарко. 16 июня в парламенте состоялся вотум недоверия, в результате которого правительство Орешковича было распущено при 125 депутатах за, 15 против и 2 воздержавшихся. ХДС и большинство оппозиции проголосовали за, а Мост независимых списков — против. 

### Спикер парламента (2016—2017)
Петров был избран 11-м спикером парламента Хорватии 14 октября 2016 года, при этом 132 члена парламента проголосовали за, 1 против и 12 воздержалось. Вступив в должность за два дня до своего 37-летия, Петров стал самым молодым человеком, когда-либо занимавшим пост спикера. В соответствии с соглашением, заключенным после выборов между партией Петрова «Мост независимых списков» и Хорватским демократическим содружеством (ХДС) во главе с премьер-министром Андреем Пленковичем, Петров должен был исполнять обязанности спикера в течение двух лет, после чего его должен был сменить спикер от ХДС, предположительно генеральный секретарь партии и бывший министр иностранных дел Гордан Яндрокович. Петров ушел в отставку 4 мая 2017 года на фоне правительственного кризиса, который начался 27 апреля 2017 года, когда премьер-министр Пленкович снял с должности трех министров правительства, поддержанных партией Петрова «Мост», и разросся до такой степени, что Хорватское демократическое содружество Пленковича начал собирать подписи за отстранение Петрова от должности через вотум недоверия. Парламент Хорватии официально отстранил его от должности спикера 5 мая 2017 года. Петров остается членом парламента. 5 мая 2017 года на посту спикера его сменил бывший министр иностранных дел и заместитель премьер-министра Гордан Яндрокович.